# Friedrich Emil Krauß

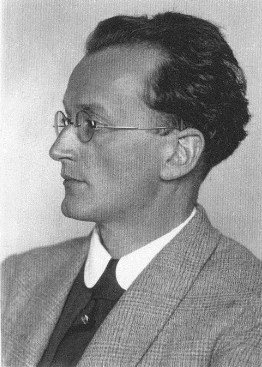
Hugo Erfurth: Friedrich Emil Krauß

Friedrich Emil Krauß (* 29. März 1895 in Neuwelt; † 7. April 1977 in Stuttgart) war ein deutscher Großindustrieller und Erfinder.

## Leben

### Ausbildung und Familie
Der Sohn des gelernten Klempners und späteren Fabrikanten Louis Krauß wurde im heutigen Schwarzenberger Stadtteil Neuwelt geboren und zog vier Jahre darauf mit seiner Familie nach Schwarzenberg. Dort besuchte er die Selektenschule und absolvierte eine Klempnerlehre. Danach besuchte er zunächst die Oberrealschule in Chemnitz, verließ diese 1912 trotz sehr guter Leistungen und verdiente in Westfalen und im Rheinland sein Geld als Arbeiter. Nachdem sein Bruder, der die väterliche Fabriken übernehmen sollte, 1914 gefallen war, kehrte Krauß in seine Heimat zurück und arbeitete zunächst im Betrieb seines Vaters. 1919 heiratete er Käthe Gertrud Mäschel, die ihm zwei Töchter, 1921 Käthe und 1922 Irmgard, gebar. Nach der raschen Scheidung lebten die beiden Töchter im Haus des Vaters und wurden von einem Kindermädchen aufgezogen. Seine 1928/29 in Auftrag gegebene Villa wurde 1946 enteignet und brannte zwei Jahre später ab. Das auf den Grundmauern wiederaufgebaute Haus beherbergt heute ein Hotel.

### Krauß als Industrieller und Erfinder

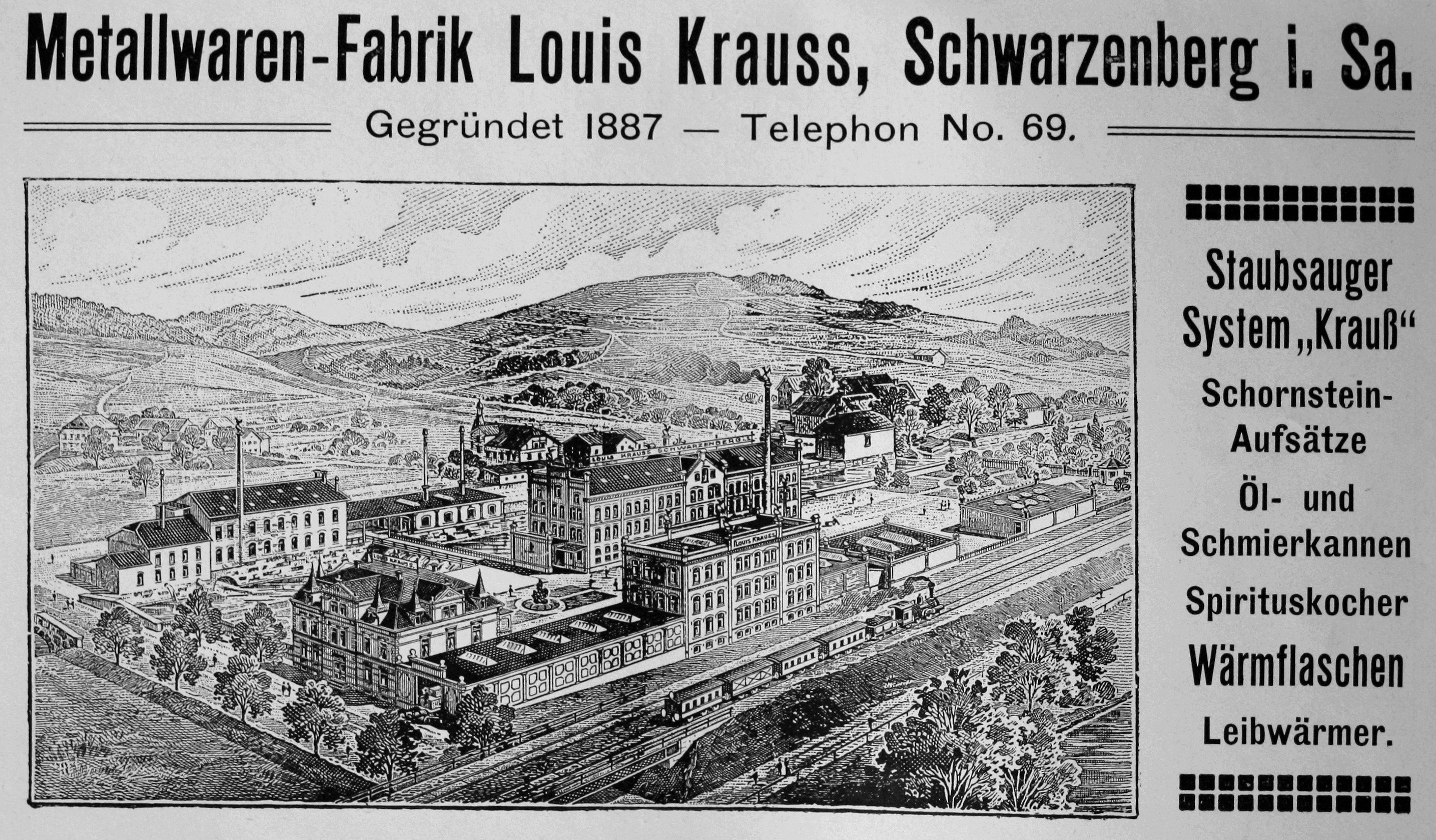
Väterliche Metallwarenfabrik in Schwarzenberg (um 1910)

1919 übernahm Krauß die geschäftliche Leitung der Krausswerke-Metallwarenfabrik seines Vaters, die zu dieser Zeit über 200 Mitarbeiter zählte. Haupteinnahmequellen der Firma waren die 1902 entwickelte Dampfwaschmaschine System „Krauss“ mit gelochter Trommel und eine feuerverzinkte „Volksbadewanne“. 1922 entwickelte Krauß die mit Kohle, Gas oder Strom beheizbare Waschmaschine „Turna-Krauss“ und die Wäscheschleuder „Zentri“. Bis 1937 wurden ihm 500 Patente erteilt; die wichtigsten über Waschmaschinen, Wäscheschleudern und explosionsgeschützte Motorradtanks, zahlreiche kleinere über bekannte Haushaltsgegenstände wie den Tretmülleimer. Bis 1945 zählten die Krausswerke mehr als 1000 Mitarbeiter. Im Zweiten Weltkrieg waren hier 200 ausländische Zwangsarbeiter beschäftigt.
Am 30. April 1937 wurden den Kraußwerken durch Adolf Hitler die Bezeichnung „Nationalsozialistischer Musterbetrieb“ verliehen. Als solcher waren die Kraußwerke bereits ab 1935 aktiv an der Rüstungsproduktion beteiligt.

### Kulturelles und politisches Wirken im Dritten Reich
Krauß trat zum 1. Mai 1933 der NSDAP bei (Mitgliedsnummer 3.544.363) und wurde 1934 zu deren Kreiskulturwart im Kreis Aue ernannt. Er bemühte sich gemeinsam mit dem Annaberger NSDAP-Kreiskulturwart Max Günther um die Pflege erzgebirgischer Traditionen, insbesondere des Schnitzens und setzte sich energisch für die „Entschandelung des Heimatbildes“ von fremden Einflüssen ein. Als Kreiskulturwart organisierte er die Deutsche Krippenschau in Aue, die vom 1. bis 31. Dezember 1934 stattfand. Er wandte sich gegen fremde Einflüsse in der erzgebirgischen Krippenkunst und untersagte die Ausstellung von orientalisch gestalteten Krippenfiguren. Während dieser Schau wurde die von ihm erdachte und 1933/1934 in Gemeinschaftsarbeit der Belegschaft der Krauß-Werke gebaute Krauß-Pyramide erstmals der Öffentlichkeit präsentiert. 
Am 2. Oktober 1936 wurde Krauß bei der Gründung des Heimatwerks Sachsen dessen Vorsitzender. Als enger – zumindest politischer – Freund des Gauleiters Martin Mutschmann sollte er hier alle kulturellen Bestrebungen in Sachsen im Sinne der NSDAP gleichschalten und steuern.
Krauß organisierte für das Heimatwerk Sachsen die Feierohmd-Schau in Schwarzenberg. Diese Weihnachtsausstellung erzgebirgischer Volkskunst, die vom 28. November 1937 bis 21. Januar 1938 stattfand, hatte rund 335.000 Besucher. Nach Krauß’ Worten war die Schau „ein Wahrzeichen dafür […], dass nirgends die Volkskunst als Ausdruck echter Heimatliebe so blühe wie bei uns im Erzgebirge.“ 1940 wurde Krauß zum Vorsitzenden des Landesvereins Sächsischer Heimatschutz gewählt. In der nach ihm benannten Kraußhalle in Schwarzenberg organisierte er mehrere Streitsingen. Das dritte Fest dieser Art eröffnete er am 15. Juni 1940 u. a. mit den Worten: „Das Lied der Heimat hat tausend Strophen und jede ist ein Bekenntnis zu Führer, Volk und Vaterland. Die Soldaten singen, die Heimat singt, es singt ein sieghaftes, starkes, gläubiges Volk.“
Am 17. April 1937 wurde Friedrich Emil Krauß zum Ehrensenator der Greifswalder Universität ernannt, in Anbetracht seiner tatkräftigen Förderung physikalischer Forschung und weil er die Bedeutung „der Forschung für die großen Aufgaben im neuen Reich klar erkannt hat“. Auf Antrag der Mechanischen Abteilung der heutigen Technischen Universität Dresden erhielt Krauß die Ehrendoktorwürde.

### Haft und Übersiedlung nach Kriegsende
Am 20. August 1945 wurde Krauß auf Grundlage des SMAD-Befehls 64 als Kriegs- und Naziverbrecher von der sowjetischen Besatzungsmacht enteignet, verhaftet und nacheinander in den Speziallagern Bautzen, in Jamlitz-Lieberose, Buchenwald und Hohenschönhausen interniert. Am 14. Juni 1950 wurde Krauß in den Waldheimer Prozessen zu zwölf Jahren Haft verurteilt. Nach neun Jahren wurde er entlassen und in die Bundesrepublik ausgewiesen, wo er in Baden-Baden ein Konstruktionsbüro gründete und bis 1973 als Industrieberater bei Buderus in Wetzlar tätig war.
Die Krauß-Werke wurden als VEB Erzgebirgische Waschgerätefabrik Schwarzenberg der VVB MEWA untergeordnet. Bis 1990 unterstand der Betrieb dem Volkseigenen Kombinat Foron Haushaltsgeräte Karl-Marx-Stadt.
Ab 1990 entstand auf dem Grundstück des Betriebes ein Gewerbepark mit unterschiedlichen Firmen.
Krauß starb am 7. April 1977 in Stuttgart. Seine Urne wurde 1990 in das elterliche Grab in Schwarzenberg überführt.

## Rezeption nach 1990
Nach der deutschen Wiedervereinigung konnten die in den Waldheimer Prozessen Verurteilten ihre Rehabilitierung beantragen, da die Urteile des LG Chemnitz mit wesentlichen Grundsätzen einer freiheitlichen rechtsstaatlichen Ordnung unvereinbar waren. Das Urteil gegen Krauß wurde am 11. Juni 1992 aufgehoben.

## Werke
- (Hrsg.) Fröhliches um den Werktisch eines Fabrikleiters. Privatdruck, 2000 num. Exemplare, Schwarzenberg 1923
- (Hrsg.): Lobpreisung des Erzgebirges. Von Dichtern, Soldaten und Staatsmännern. Schwarzenberg 1941, Privatdruck
- Feierohmdradle – ein erzgebirgisches Spiel in Bildern. Privatdruck mit 13 Zeichnungen von Joachim Lutz, Mannheim 1939
- „Vom Kraußschmied zur Kraußware“: zum 50-jährigen Bestehen der Kraußwerke. Privatdruck
- Festtage bei den Kraußklempnern. Zum 50. Firmenjubiläum 1937
- Klöppelspitzenbuch. Privatdruck
- Lobpreisung des Erzgebirges. Privatdruck 1941
- Die silberne Glocke. Liederbuch der Kraußklempner
- Lieder der Blechschmiede. Privatdruck
- Feierohmdgeschichten. Privatdruck 1939
- Krippen im Erzgebirge. Privatdruck 1934
- Das blaue Badewannenbuch. Privatdruck 1932
- Das Heiligohmdlied. Privatdruck
- Kinderlied zur Weihnacht. Privatdruck, Musik: Christian Lahusen
- Weihnachten im Gebirg. 1943
- Eindrücke eines durch Sachsen reisenden Franzosen. Privatdruck

## Ehrungen
- 1935 Ehrenobermeister des Deutschen Handwerks
- 1937 Ehrensenator der Universität Greifswald
- 1937 Goldenes DAF-Abzeichen
- 1937 Ehrenbürger der Stadt Schwarzenberg
- 1938 Ehrenzeichen „Der Bergdank“ des Erzgebirgsvereins
- 1945 Ehrendoktorwürde der Technischen Universität Dresden
- Leistungsabzeichen für Berufserziehung der Deutschen Arbeitsfront
- Berufung zum Reichsarbeitsrichter